# 多元論
多元論（たげんろん、英: pluralism）また多元主義（たげんしゅぎ）とは、政治理論において「人」として多様性を容認・肯定・保護する国家方針を指す。国民の様々な宗教・人種・性別・性的指向・学歴・愛好を尊重し、少なくとも二つの価値観の異なる政党が並存できることを国家の目標とする。
多元主義の代表的な理論家はロバート・ダール、デビッド・トルーマン、シーモア・M・リプセットなどが挙げられ、特にロバート・ダールは1974年に書いた多元主義の名作『Who Governs?』では詳しく論述がされている。

## 古典的な多元主義
古典的な多元主義の中心となる問題は、政治プロセスにおいて権力と影響力がどのように分配されるかということである。個人のグループは、自分たちの利益を最大化しようとする。権力は競合するグループ間の継続的な交渉プロセスであるため、対立の線は複数あり、変化していく。不平等はあるかもしれないが、人口全体に様々な形で資源が分配されることにより、分配され、均等化される傾向にある。この考え方に基づく変化は、グループが異なる利益を持ち、法律を破壊するために「拒否権を持つグループ」として行動する可能性があるため、ゆっくりとした漸進的なものになるでしょう。多様で競合する利害関係の存在は、民主主義の均衡の基礎であり、個人が目標を達成するためには不可欠である。ポリアーキー（成人人口のかなりの部分で選挙の支持を得るために開かれた競争が行われている状況）は、グループの利益の競争と相対的な平等を保証する。
政治や意思決定は主に政府の枠組みの中で行われるが、多くの非政府組織がその資源を利用して影響力を行使しているという見方である。一方で、このプロセスの参加者は国民のごく一部に過ぎないため、国民は主に傍観者として行動する。これは必ずしも好ましくないことではない。(1)政治的な出来事に満足している国民を代表している場合もあるし、(2)政治的な問題には継続的かつ専門的な注意が必要であるが、一般市民にはそれができない場合もあるからである。 

## 多元主義的な権力の概念
権力の源泉としては、法的権限、金銭、威信、技術、知識、カリスマ性、正当性、自由時間、経験など、数え上げればきりがない。多元主義者はまた、潜在的な力と実際の力の違いをそのまま強調する。実際の権力とは、誰かに何かをさせる能力を意味し、因果関係としての権力を見るものである。Dahlは、パワーを「AがBの反応をコントロールするような方法で行動する能力のような現実的な関係」と表現している。
潜在的パワーとは、資源を実際のパワーに変える可能性のことである。資源の一つである現金も、実際に使われなければただの札束にすぎない。例えば、マルコムXは、決してお金持ちではありなかったが、服役後に多くの団体からお金をもらい、強引な性格や組織力などの他の資源を活用した。彼はアメリカの政治に大きな影響を与えた。お金のような特定の資源が自動的に権力と同一視されることはない。なぜなら、その資源は巧みにも不器用にも、完全にも部分的にも、あるいは全く使われないこともあるからである。多元主義者は、社会の異質性が、単一のグループが優位に立つことを妨げると考えている。彼らの考えでは、政治は本質的に嗜好の集約の問題である。つまり、連合は本質的に不安定であり（Polsby, 1980）、それゆえに競争は容易に維持されるのである。Dahlの場合、「政治的異質性は社会経済的異質性に従う」ため、社会的な差異はますます権力を分散させる。この場合、Hamed Kazemzadeh（カナダの多元主義者、人権活動家）は、組織のメンバーシップは個人をデモクラティックな規範に社会化し、参加を増やし、社会の政治を穏健化して交渉やネゴシエーションが可能になると主張している。 権力の研究に対する多元主義的なアプローチでは、どのようなコミュニティにおいても、権力に関して断定的なものは仮定できないとしている。問題は、誰がコミュニティを動かしているかではなく、実際に動かしているグループがあるかどうかである。これを判断するために、多元主義者は特定の結果を研究する。その理由は、人間の行動は大部分が惰性で支配されていると考えているからである。つまり、あからさまな活動への実際の関与は、単に評判よりもリーダーシップのより有効な指標となるのである。また、多元主義者は、どのグループも自分たちの表現した価値観に忠実であるために自己主張をしなければならない特定の問題や時点はなく、むしろそれが可能な様々な問題や時点があると考えている。また、行動を起こすことには、損失だけでなく、時間や労力などのコストがかかる。構造主義者は、権力の分布はどちらかというと永続的な性質を持っていると主張するかもしれないが、この理論的根拠によれば、権力は実際には、期間が大きく異なる問題に結びついている可能性がある。また、システム内のアクターに焦点を当てるのではなく、リーダーシップの役割そのものに重点を置いている。これらを研究することで、社会にどの程度の権力構造が存在するのかを判断することができる。
最後に、おそらく最も重要なことであるが、経験的な観察によって証明されない限り、誰も万能ではない。ある分野で影響力を持つ個人やグループは、別の分野では弱いかもしれない。軍需産業の大企業は、防衛問題では確かに力を発揮するが、農業政策や医療政策ではどれほどの影響力を持っているでしょうか。したがって、権力を測る尺度は、その範囲、つまり研究者が観察したときに、その権力がうまく適用されている分野の範囲である。多元主義者は、少数の例外を除いて、権力者の影響力の範囲は比較的限られていると考えている。多元主義には、エリート主義的な状況、つまりグループAが複数のグループに対して継続的に権力を行使するような状況が発生する余地がある。多元主義者がこの概念を受け入れるためには、それが経験的に観察されなければならず、定義上そうだと仮定することはできません。
これらの理由から、権力は当然のものと考えることはできません。誰が本当に統治しているのかを知るためには、経験的に観察しなければならない。そのためには、誰がどちらの側についたか、最終的に誰が勝ったか負けたかなど、具体的な決定事項を幅広く検証することが最善の方法であると多元論者は考える。様々な論争を記録してこそ、実際の権力者を見極めることができるのである。多元主義は行動主義と結びついていた。
多元的な権力に対する矛盾は、しばしば自分の権力の起源から引用される。特定のグループが権力を共有していても、そのグループの中にいる人たちは、それぞれの資質によってアジェンダを設定し、問題を決定し、リーダーシップを発揮する。このような資質は移転できないため、エリート主義が依然として存在するシステムになっていると主張する理論家もいる。しかし、この理論が考慮していないのは、他のグループからの支持を得ることで、これらの資質を克服できる可能性があるということである。利害関係者は、他の組織と力を合わせることで、移譲できない資質を克服することができる。この意味で、政治的多元主義はこれらの側面にも適用される。

## エリート多元主義
エリート多元主義者は、古典的多元主義者と同様に、権力には「複数性」があるとするが、この複数性は「純粋」なものではなく、ある人やグループが他の人よりもより多くの権力を持っている場合もある。例えば、ある人は他の人よりもお金を持っているので、労働者階級よりも自分の意見をうまく伝えるためにお金を払うことができる（つまり、より多くの広告を出すことができる）。このような不平等は、社会に「エリート」が存在するからである。エリートとは、お金や相続、社会的な伝統などによって、他の人よりも強い力を持っている人のことを指する。
基本的に、エリートは意思決定に大きな役割を果たしていると主張している。民主主義社会では、国民は自分たちを代表するエリートを選ぶことに参加し、最終的には法律を制定する人を選ぶという考え方である。ダビタ・S・グラスバーグとデリック・シャノンが強調しているように、「政治エリートは、自分たちの狭い範囲の利益を代表する一枚岩の統一された利益集団ではなく、むしろ幅広い範囲の利益を代表する多様で競争的なエリートである」。彼らは、潜在的な有権者の間で権力が平等に分配されていることを前提に、有権者を獲得するために「政治市場」で競争しなければならない。さらに、法案を通すためには交渉しなければならないため、システムの安定性はこのエリート間の競争によって達成される。そして、時には、共通の認識を得るために、立場や視点を変えなければならないこともある。エリートは、自分の行為に責任を持ち、法的手続きや新たな選挙によって交代させることができるため、政策決定手続きを尊重し、それに従う。

## 新多元主義
国家や政策形成に関する政治理論としての多元主義は、1950年代から1960年代にかけてアメリカで最も注目を集めたが、一部の学者はこの理論があまりにも単純すぎると主張し（Connolly (1969) The Challenge to Pluralist Theory参照）、新多元主義の形成につながった。民主主義社会における権力の分割についても見解が分かれた。新多元主義では、複数の圧力団体が政治的影響力をめぐって競争しているが、政治的アジェンダは企業の力に偏っている。新多元主義では、国家はもはや、異なる利益集団の要求を仲介し、裁く審判者ではなく、自らの（部門的な）利益を追求する比較的自律的なアクター（異なる部門を持つ）であると考えている。多元主義における憲法規則は、支持的な政治文化の中に組み込まれているが、必ずしも支持的ではない多様な政治文化と、根本的に不均等な経済源のシステムという文脈の中で見るべきである。この多様な文化は、社会経済的な権力の不均等な分配のために存在している。これにより、あるグループには可能性が生まれ、他のグループには政治的選択肢が制限されている。国際社会では、多国籍企業や支配的な国家によって秩序が歪められているが、古典的な多元主義では、多元的なルールや自由な市場社会の枠組みによる安定性が重視されている。

### チャールズ・リンドブロム
チャールズ・E・リンドブロム（Charles E. Lindblom）は、新多元主義を強く主張しているが、政策プロセスにおける利益団体間の競争を重視する一方で、企業の利益が政策プロセスに与える影響が不均衡であることを認めている。

### コーポラティズム
古典的な多元主義は、ウェストミンスター型民主主義やヨーロッパの状況には当てはまらないと批判された。これを受けて、コーポラティズム理論が発展した。コーポラティズムとは、少数の選ばれた利益団体が、他の無数の「利益団体」を排除して、実際に（多くの場合、形式的に）政策形成プロセスに関与しているという考え方である。例えば、労働組合や主要なセクターの企業団体は、特定の政策について（その推進者ではないにしても）相談を受けることが多い。
これらの政策は、労働者、雇用者、国の三者間の関係に関わることが多く、国は調整役を担っている。国家は、これらの組織化され中央集権化されたグループと共に、政治的・経済的問題に対処できるような枠組みを構築する。この考え方では、議会や政党政治は政策形成のプロセスにおいて影響力を失いる。

## 外交政策において
政治的側面から見ると、「多元主義」は政策形成のプロセスや意思決定に大きな影響を与えた。国際安全保障においては、政策形成の過程で、異なる政党が意思決定に参加する機会があるかもしれない。より多くの力を持つ者は、より多くの機会を得て、望むものを手に入れる可能性が高くなるのである。M.フランシス（1991）によれば，"意思決定は，影響力と権力の迷路のように見える "という。

## 一党独裁と多元主義
ソビエト連邦をはじめとする共産主義国家における一党独裁制と多元主義は対極にある。
欧州評議会議員会議は2006年1月25日の1481号決議において、「20世紀に席巻し、現在でも依然としていくつかの国で権力を握っている全体主義的な共産主義政権（The totalitarian communist regimes）は、例外なく、大規模な人権侵害を行なってきた。そこには、強制収容所、人為的な飢饉、拷問、奴隷労働およびその他の組織的暴力などによる個人および集団の殺害、また、民族的または宗教的迫害、良心や思想を表明する言論の自由と表現の自由への侵害、報道の自由の侵害、政治的多元主義の欠如などが含まれる。」と決議した。